# Ларьёган (приток Оби)
Ларьёган (Ларъёган; устар. Ларь-Ёган) — река в Томской области России. Устье реки находится в 1808 км по правому берегу реки Обь. Длина реки составляет 216 км, площадь водосборного бассейна — 3610 км².

## Данные водного реестра
По данным государственного водного реестра России относится к Верхнеобскому бассейновому округу, водохозяйственный участок реки — Обь, речной подбассейн реки — бассейн притоков (Верхней) Оби от Васюгана до Ваха. Речной бассейн реки — (Верхняя) Обь до впадения Иртыша.